# Zaginione mapy Kolumba
Zaginione mapy Kolumba (ang. The Lost Charts of Columbus) – komiks Dona Rosy, sequel historii opisanej w komiksie Złoty hełm Carla Barksa.
Historia po raz pierwszy była wydana w 1995 r. na łamach duńskiego czasopisma Anders And & Co. Pierwsze polskie wydanie pochodzi z 2010 r.

## Fabuła
Goguś wygrywa wycieczkę na ryby u wybrzeży Nowej Fundlandii. Decyduje się zaprosić na nią także swojego krewnego, Kaczora Donalda.
W trakcie połowu Goguś wyławia z wody złoty hełm, który Donald rozpoznaje jako własność wikinga Olafa Niebieskiego, podającego się za władcę Ameryki Północnej. Towarzyszący kaczorom rybak ujawnia wówczas, że jest Lazurem Indygo, który poszukiwał tego hełmu, by z jego pomocą udowodnić swoje prawa do rządzenia kontynentem. Goguś sprzedaje Lazurowi hełm mimo protestów Donalda.
W tym samym czasie Hyzio, Dyzio i Zyzio odwiedzają Młodych Skautów z Nowej Szkocji, gdzie odkrywają cztery mapy, należące do Krzysztofa Kolumba i wykorzystywane przez niego w trakcie planowania podróży, mającej na celu odkrycie zachodniej drogi morskiej do wschodniej Azji.
Donald wraz z siostrzeńcami wyruszają w poszukiwanie artefaktów, pozostawionych po wcześniejszych odkrywcach Ameryki. Chcą w ten sposób pokrzyżować plany Lazura Indygo i wspomagającego go prawnika, Sylwestra Shackala, zakładające przejęcie władzy nad Ameryką Północną.

## Nawiązania
- w komiksie przywołane są postacie, które w przeszłości uznawano za odkrywców Ameryki: João Vaz Corte-Real, Madoc, Brendan Żeglarz, Hui Shen i Hannon[7].